# Муканай (Марий Эл)
 Муканай  — деревня в Моркинском районе Республики Марий Эл. Входит в состав Шоруньжинского сельского поселения.

## География
Находится в юго-восточной части республики Марий Эл на расстоянии приблизительно 29 км по прямой на восток от районного центра посёлка Морки.

## История
Известна с 1839 года как выселок Средняя Илле Вершина, где находилось 4 двора, насчитывалось 11 душ мужского пола. В 1886 году здесь (околоток Муканай Шоруньжинского сельского общества Шиньшинской волости) находилось 18 дворов, проживали 98 человек, большинство мари. В начале XX века в околотке находилось 17 дворов, проживали 125 человек, в 1924 году 137 человек, большинство мари. В 2004 году в деревне находилось 37 домов. В советское время работали колхозы «Муканай» и «Айблатнур».

## Население
Население составляло 134 человека (мари 100 %) в 2002 году, 102 в 2010.